# Cladocolea
Cladocolea é um género botânico pertencente à família Loranthaceae.

## Espéciess
- Cladocolea alternifolia (Eichler) Kuijt
- Cladocolea andrieuxii Tiegh.
- Cladocolea biflora Kuijt
- Cladocolea clandestina (Mart.) Kuijt
- Cladocolea coriacea Kuijt
- Cladocolea coyucae Kuijt
- Cladocolea cupulata Kuijt
- Cladocolea dimorpha Kuijt
- Cladocolea diversifolia (Benth.) Kuijt
- Cladocolea elliptica Kuijt
- Cladocolea glauca Kuijt
- Cladocolea gracilis Kuijt
- Cladocolea grahamii (Benth.) Tiegh.
- Cladocolea harlingii Kuijt
- Cladocolea hintonii Kuijt
- Cladocolea hondurensis Kuijt
- Cladocolea inconspicua (Benth.) Kuijt
- Cladocolea inorna (B.L.Rob. & Greenm.) Kuijt
- Cladocolea intermedia (Rizzini) Kuijt
- Cladocolea lenticellata (Diels) Kuijt
- Cladocolea loniceroides (Tiegh.) Kuijt
- Cladocolea mcvaughii Kuijt
- Cladocolea micrantha (Eichler) Kuijt
- Cladocolea microphylla (Kunth) Kuijt
- Cladocolea nitida Kuijt
- Cladocolea oligantha (Standl. & Steyerm.) Kuijt
- Cladocolea pedicellata Kuijt
- Cladocolea peruviensis Kuijt
- Cladocolea primaria Kuijt
- Cladocolea pringlei Kuijt
- Cladocolea racemosa Kuijt
- Cladocolea roraimensis (Steyerm.) Kuijt
- Cladocolea rostrifolia Kuijt
- Cladocolea sandwithii (Maguire) Kuijt
- Cladocolea stricta Kuijt
- Cladocolea tehuacanensis (Oliv.) Tiegh.